# Centrolene peristictum
Espèce
Synonymes
- Centrolenella peristicta Lynch & Duellman, 1973

Statut de conservation UICN

 LC  : Préoccupation mineure
Centrolene peristictum est une espèce d'amphibiens de la famille des Centrolenidae.

## Répartition
Cette espèce se rencontre de 1 380 à 1 900 m d'altitude :
- en Colombie du département d'Antioquia au Nariño sur le versant pacifique de la cordillère Occidentale ;
- en Équateur dans la province de Pichincha sur le versant pacifique de la cordillère Occidentale.

## Description
Les mâles mesurent de 18,7 à 20,6 mm et la femelle 20,5 mm.

## Publication originale
- Lynch & Duellman, 1973 : A review of the centrolenid frogs of Ecuador, with descriptions of new species. Occasional Papers of the Museum of Natural History, University of Kansas, no 16, p. 1-66 (texte intégral).